# Bitva o Komárno (1919)
Bitva o Komárno byla střet maďarsko-československé války z roku 1919. Bitva skončila katastrofální porážkou maďarské rudé armády.

## Pozadí
28. října 1918 vznikl samostatný československý stát. Jeho součástí se měly stát doposud maďarské Horní Uhry (Slovensko). Protože se s tímto stavem Maďarsko nehodlalo smířit, došlo k obsazení území československou vojenskou mocí.
Obsazování Slovenska probíhalo od 2. listopadu 1918 do 20. ledna 1919. Jedním z obsazovaných měst bylo i Komárno, ležící blízko hranic s Maďarskem. To bylo bez boje 9. ledna obsazeno legionářským 39. střeleckým plukem.
Původně měl posádku ve městě tvořit celý pluk, ale nakonec to byl jen neúplný I. prapor, kterému velel major Antonín Basl. Zpočátku byl v městě klid, ale 20. ledna byla zahájena všeobecná týdenní stávka. Šlo o projev nesouhlasu s trvalým obsazením československým vojskem. 3. února začala další, dokonce čtrnáctidenní stávka. V ulicích se objevovaly protičeské letáky. Situace se prudce zhoršovala. Po vzniku Maďarské republiky rad se dle slov majora Basla vyostřila natolik, že přestřelky, přepady, chytání agitátorů, podloudníků a šiřitelů falešných kolků bylo na denním pořádku.[zdroj?] Za některými akcemi stála vojenská posádka nedalekého maďarského města Új Szöny.[zdroj?] Od poloviny dubna se začalo v městě mluvit o připravovaném maďarském útoku.
Termín útoku byl stanoven na 1. května. K útoku se přihlásilo asi 1 000-2 000 dobrovolníků z řad organizovaného dělnictva, doplněných o přibližně 400 vojáků. Informace o tom, že Maďaři chystají 1. května útok, se dostaly i k plukovníku Maccalusovi, veliteli jednotek v úseku, ale ten jim nevěnoval žádnou pozornost.[zdroj?]

## Bitva

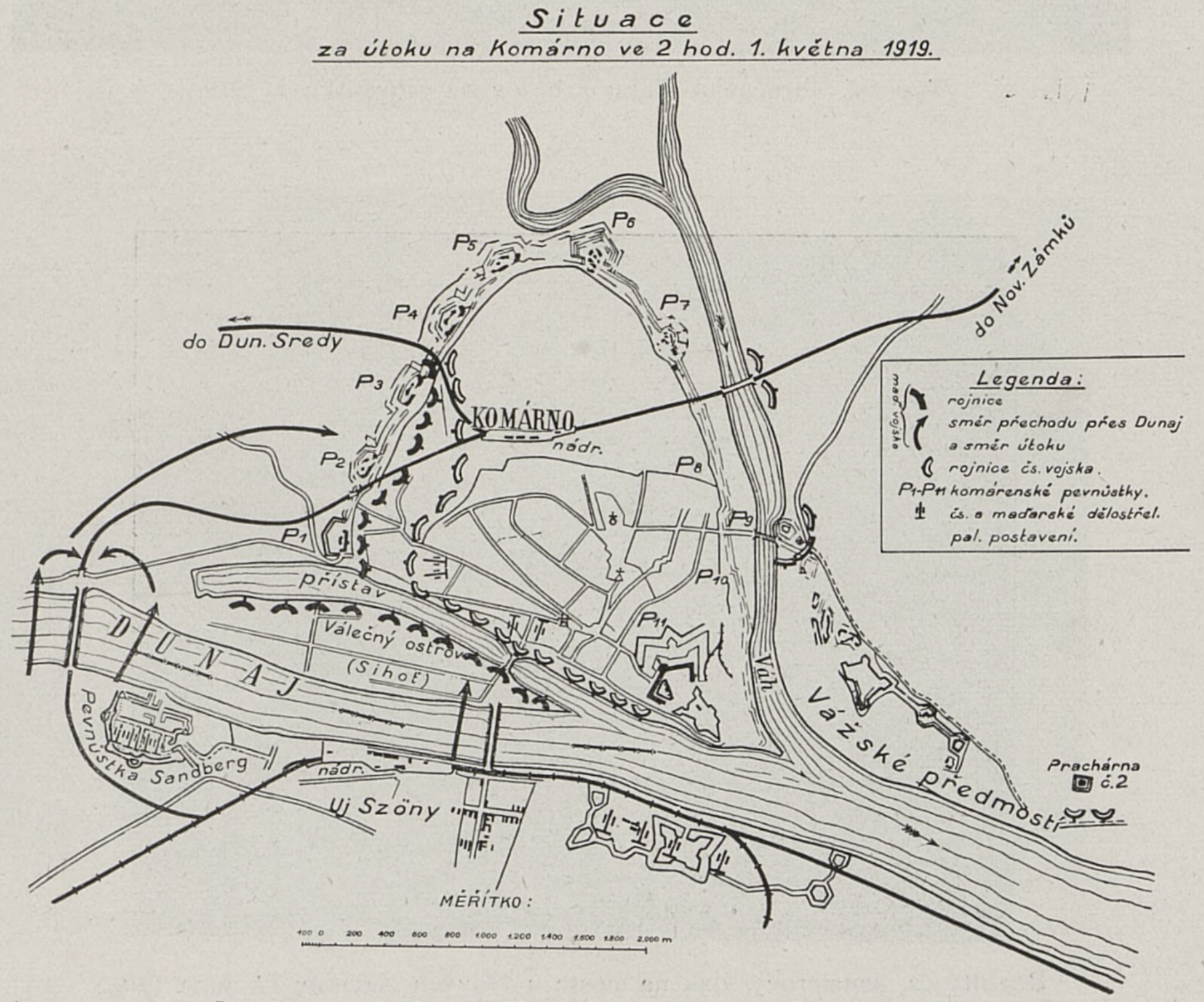
Mapa Mad'arského útoku na Komárno

V noci na 1. května bombardovalo pod krytem husté mlhy maďarské dělostřelectvo československé pozice. Pod ochranou dělostřelby Maďaři převezli přes Dunaj své jednotky. Následoval přepad hlídky na železničním mostě. Hlídka byla zdrcující přesilou lehce přemožena a Maďaři postupovali dál ke Komárnu. Na nádraží ale narazili odpor československých jednotek. Čechoslováci se bránili výrazné maďarské přesile. Major Basl požádal o pomoc část legionářského 34. střeleckého pluku v Nových Zámcích. Ta přišla v brzkých ranních hodinách.
V 6 hodin zahájil Basl protiútok, kterým zahnal většinu Maďarů na ústup. Část se jich sice pokusila útok zadržet, ale byla poražena. Maďaři byli zahnáni na tzv. válečný ostrov.

## Následky
Úspěch značně morálně posílil československé jednotky na Slovensku. V maďarském velení naopak prohra vyvolala velké pozdvižení.
Ve zprávě vrchního velení maďarské rudé armády bylo napsáno na adresu organizátorů akce: „Vykonali akci, která měla za cíl obsazení města. Skončila však úplnou porážkou a velkým krveprolitím. Akce proběhla pod vedením nezodpovědných jednotlivců, bezduchých agitátorů, bez odborné přípravy…, když viděli smutné následky, zbaběle utekli.“